# Adam von Ebrach

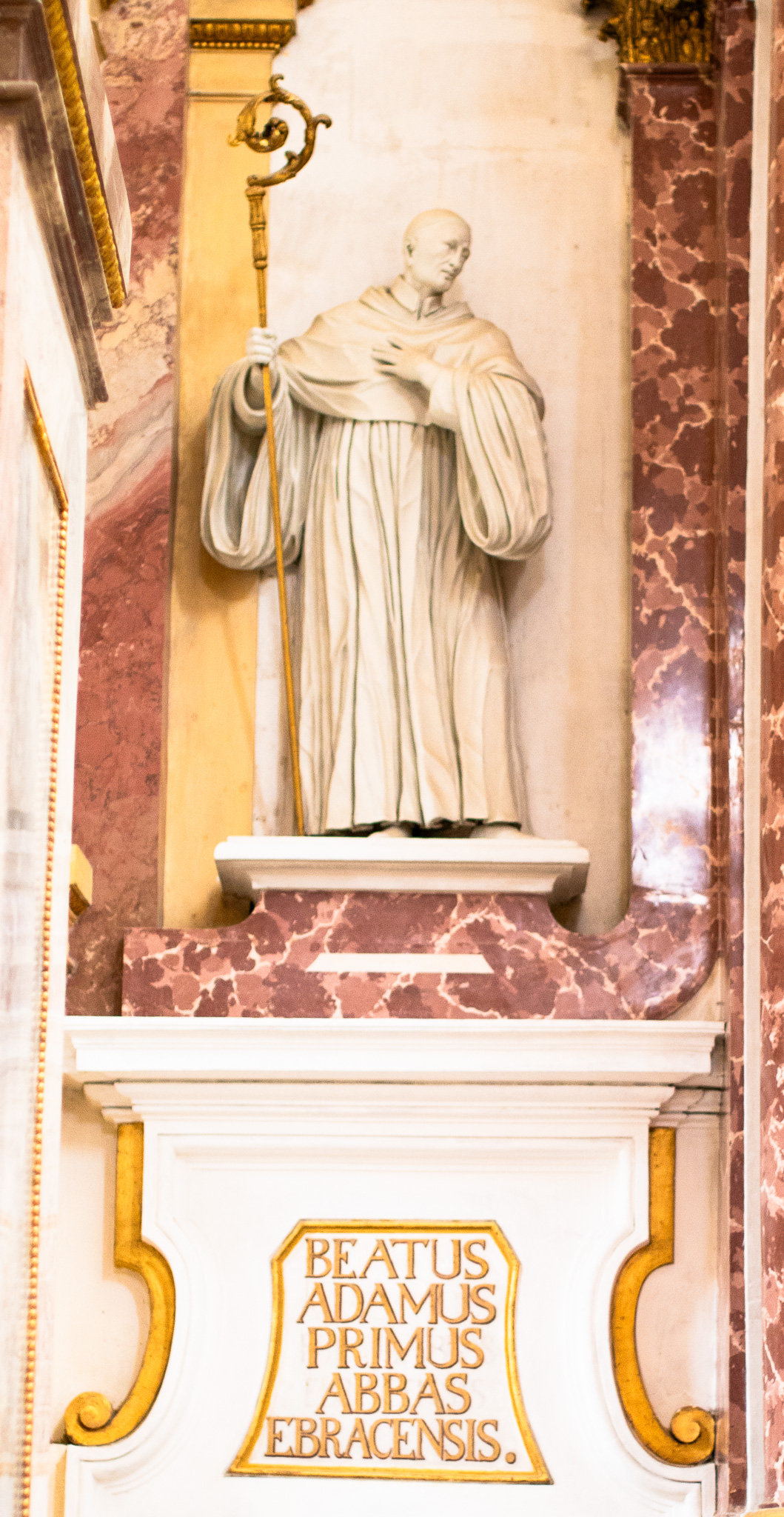
Adam von Ebrach

Adam von Ebrach († 23. November 1167) war ein Zisterziensermönch und erster Abt von Ebrach.

## Leben
Die Herkunft des Mannes namens Adam ist unklar. Die Gründungsgeschichte von Ebrach nennt „provinicia civitatis Agrippinensis Colonie“ (lat. Provinz der Stadt Köln) als Gebiet, aus dem er stammte. Er lebte in der ersten Hälfte des 12. Jahrhunderts im zisterziensischen Kloster Morimond. Dort trat er erstmals in den Quellen in Erscheinung, weil er gemeinsam mit einigen anderen Mönchen in der zweiten Hälfte des Jahres 1124 den Konvent im Streit verließ. Der Auslöser war eine Auseinandersetzung gegen das asketische Zusammenleben. Die Gruppe, zu der neben Adam auch der Abt Arnold, Konrad von Staufen und Heinrich von Kärnten gehörten, plante nach Jerusalem zu ziehen. Als aber Abt Arnold am 3. Januar 1125 verstarb, strandeten die abtrünnigen Zisterziensermönche im Raum Köln. In der Folge wurde Adam insbesondere von Bernhard von Clairvaux angegriffen, weil er die stabilitas loci aufgegeben hatte. 
Bernhard verweist auch in einem Brief auf die frühen Lebensstationen des späteren Abtes. So soll Adam zunächst Mönch im Kloster Marmoutier gewesen sein und gelangte dann über den Konvent von Foigny nach Morimond. Die einzelnen Stationen sind in der Forschung allerdings umstritten. Im Kloster Foigny hatte Adam engen Umgang mit Bernhard gehabt, der hier als Abt amtierte. In seinem Brief bezeichnete Bernhard Adam dann auch als Freund, der aufgrund seines großen Verstandes die Situation verstehen und seinem Leben in der Folge wieder eine andere Richtung geben könne. Adam tritt in der Folge dann als Gründer von Ebrach hervor. Dabei vermittelt die sogenannte „Relacio a quibus et quando domus hec fundata“ (lat. Verbindung wie und wann dieses Haus [Ebrach] gegründet wurde) aus der zweiten Hälfte des 12. Jahrhunderts ein Idealbild des ersten Abtes.
Im Jahr 1127 wurde Adam erster Abt des neu gegründeten Klosters im Steigerwald. Seinen Netzwerken ist es wohl zu verdanken, dass er schnell eine Vielzahl von Stiftern für die neue Gründung gewinnen konnte. Schon 1134 erfolgte die Weihe der Klosterkirche, die allerdings zu diesem Zeitpunkt wohl nur in Teilen vollendet war. Als größter Förderer der Gründung trat der Würzburger Bischof Embricho hervor, der den Zisterziensern unter anderem Güter in Alitzheim sicherte. Die Hauptaufgabe des Abtes bestand in der Folge insbesondere in der Arrondierung des über den gesamten Steigerwald und sein Vorland verteilten Besitzes. Mehrere Königsurkunden haben sich erhalten, in denen Adam Güter des Klosters Fulda gegen Ebracher Besitzungen eintauschte. Daneben erhielt er zwei päpstliche Schutzbullen durch Papst Eugen III.
Die große Bedeutung der Arbeit Adams wurde auch durch die in rascher Folge gegründeten Töchterklöster von Ebrach deutlich. Schon zwei Jahre nach der Gründung von Ebrach entsandte Adam Mönche zur Gründung nach Rein in der Steiermark. 1132 entstanden Heilsbronn und Langheim. Im Jahr 1145 wurde Nepomuk in Böhmen gegründet, 1146 folgte die Gründung von Aldersbach in Niederbayern. Als letzte Gründung unter Abt Adam ist Bildhausen im Jahr 1156 zu nennen. Adam stand aber neben den geistlichen Herren auch mit dem Herrschergeschlecht der Staufer in enger Verbindung. So hielt er sich bei König Konrad III. bereits mehrfach am Hof auf und diente später Kaiser Friedrich Barbarossa als Ratgeber. Auf mehreren staufischen Hoftagen in Würzburg und als Zeuge in königlichen Urkunden kann der Abt nachgewiesen werden. Papst Eugen entsandte Adam unter anderem in die Klöster Lorsch und Fulda, um dort die Abtwahlen zu organisieren.
Obwohl Adam auch als Prediger in der Relacio Erwähnung findet, haben sich keine solche Texte von ihm erhalten. Besondere Bedeutung soll dabei die Kanzelrede gespielt haben, in der Adam 1147 als Stellvertreter Bernhards von Clairvaux auf einem Hoftag König Konrads zum Kreuzzug aufrief. Auch als der Kreuzzug scheiterte und der König geschwächt zurückkehrte, erhielt er weiterhin Unterstützung durch den Abt. Adam positionierte sich auch während des Abendländischen Schismas und war ein gefragter Ansprechpartner innerhalb des Ordens, der zwischen der Unterstützung der beiden Päpsten Alexander III. und Victor IV. schwankte. In seinen letzten Lebensjahren scheint sich Adam von Friedrich Barbarossa entfernt zu haben. Er verließ das Kloster seltener. Adam von Ebrach starb am 23. November 1167.
Er wird in der römisch-katholischen Kirche als Seliger verehrt. Sein Gedenktag ist der 25. Februar.